# Murowana figura w Bączalu Dolnym
Murowana figura – zabytkowa murowana kaplica słupowa w miejscowości Bączal Dolny koło Jasła, wzniesiona najpóźniej w 1643 roku (być może w 1628), według historyków pełniła funkcję latarni umarłych, jedna z kilku kapliczek bączalskich.
Jest to jedna z najstarszych kapliczek w regionie, datowana nawet na XV wiek.

## Architektura
Kapliczka powstała na niewielkim wzniesieniu; ma około 4 metry wysokości. Znajdują się w niej otwory z obrazami i wizerunkami świętych, nakryta współczesnym daszkiem zabezpieczającym przed deszczem. Otoczona metalowym płotem. Powstała najprawdopodobniej jako latarnia umarłych na miejscu dawnego cmentarza, szpitala albo w pobliżu ważnego skrzyżowania traktów. Istnieje hipoteza, że jest to słup graniczny oddzielający ziemie należące niegdyś do opactwa tynieckiego, a dworskie należące do lokalnej szlachty.

## Legendy
Kaplica powstała prawdopodobnie w XV wieku. Jedno z podań ludowych mówi, że w czasach, kiedy powstawał stary kościół w Bączalu Dolnym, drewno oraz wszystkie materiały budowlane potrzebne na powstanie drewnianej budowli złożono na górze, ale pewnej nocy w cudowny sposób cały materiał został przeniesiony na dół.
Legenda wyjaśnia to ingerencją Matki Boskiej, która sama wybrała nowe miejsce na świątynię. Tam też został wybudowany kościół, a na pierwotnie planowanym miejscu powstała kaplica, zwana w okolicy Murowaną figurą.
Świątynia, o której mowa w legendzie, została zniszczona, na jej miejsce została postawiona w 1667 roku następna, która obecnie znajduje się w skansenie w Sanoku. Obecnie w wiosce stoi trzeci z kolei, murowany kościół parafialny imienia Maryi, wzniesiony w stylu narodowym z domieszką rzadkiego stylu arkadowego.